# Hochwolkersdorf (Zerstreut)
Hochwolkersdorf (Zerstreut) ist eine Ortschaft der Gemeinde Hochwolkersdorf in Niederösterreich.

## Geografie
Die Ortschaft umfasst das Siedlungsgebiet südlich von Hochwolkersdorf (Dorf) mit den Ortsteilen Bauernhöfe, Haaghöfe und Steghöfe sowie mehreren Einzellagen. Insgesamt wohnen 67 Menschen in der Ortschaft (Stand 1. Jänner 2024).

## Geschichte
Im Jahr 1822 wurde der Ort als Rotte mit 16 Häusern genannt, die nach Hochwolkersdorf eingepfarrt war, wohin auch die Kinder eingeschult wurden. Die Herrschaft Hochwolkersdorf besaß die Ortsobrigkeit, übte die Landgerichtsbarkeit aus, besorgte die Konskription und hatte die Grundherrschaft inne.